# Awiłajtis
Awiłajtis, dawniej Owile (lit. Avilys, Avilio ežeras) – jezioro w północno-wschodniej Litwie, na terenie rejonu jezioroskiego.